# Ruslan Stefanchuk
Ruslan Oleksiyovych Stefanchuk (tiếng Ukraina: Руслан Олексійович Стефанчук; sinh ngày 29 tháng 10 năm 1975) là chính trị gia người Ukraina, luật sư và là Chủ tịch Verkhovna Rada Ukraina từ năm 2021.
Stefanchuk được coi là người cố vấn cho chiến dịch tranh cử của Volodymyr Zelensky trong cuộc bầu cử tổng thống Ukraina năm 2019. Ông được bầu vào quốc hội Ukraina với tư cách là đảng viên của Đảng Đầy tớ của Nhân dân, đứng thứ 2 trong danh sách đảng, trong cuộc bầu cử quốc hội Ukraina năm 2019.

## Tiểu sử và giáo dục
Ruslan Stefanchuk sinh ra ở Ternopil trong một gia đình vật lý học. Năm 1997, ông nhận bằng luật của Viện Luật và Hành chính khu vực Khmelnytskyi (nay là Đại học Quản lý và Luật Khmelnytskyi Leonid Yuzkov). Năm 1999, ông học Đại học Quốc gia Khmelnytskyi và tốt nghiệp Tiến sĩ Luật, chức danh Giáo sư.
Ông là Phó Tổng biên tập thứ nhất của tạp chí "Luật Ukraina".

## Sự nghiệp chính trị
Cho đến năm 2019, công việc chính của ông là tham gia vào các hoạt động giáo dục, khoa học luật và vận động chính sách. Ông làm việc tại Viện Luật và Hành chính khu vực Khmelnytskyi (nay là Đại học Quản lý và Luật Khmelnytskyi Leonid Yuzkov), Viện Lập pháp Verkhovna Rada (quốc hội) Ukraina, Học viện Công tố Quốc gia Ukraina và Trường Cao cấp về Vận động chính sách.
Lĩnh vực hoạt động chuyên môn gồm xây dựng luật, các vấn đề về luật dân sự, quyền tài sản phi cá nhân, nghĩa vụ hợp đồng và vi phạm pháp luật, luật sở hữu trí tuệ, luật tư nhân châu Âu, hoạt động về Tòa án Nhân quyền châu Âu, giáo dục pháp lý và khoa học.
Từ năm 2007 đến năm 2021, ông là trợ lý của nghị sĩ Verkhovna Rada Anatoliy Matviyenko.
Stefanchuk là viện sĩ thông tấn của Viện Hàn lâm Khoa học Pháp lý Quốc gia Ukraina. Ông được trao Huân chương Lao động Ukraina về Khoa học và Công nghệ năm 2017.
Stefanchuk là một trong những người hoạch định và cố vấn cho chiến dịch tranh cử của Volodymyr Zelensky trong cuộc bầu cử tổng thống Ukraina năm 2019. Zelensky đã thắng cử ở vòng hai của cuộc bầu cử, ông đã đánh bại tổng thống đương nhiệm Petro Poroshenko với gần 73% phiếu bầu so với 25% của đối thủ.
Ông là Đại diện Tổng thống Ukraina Zelensky tại Verkhovna Rada (quốc hội) từ ngày 21 tháng 5 năm 2019 tới ngày 7 tháng 10 năm 2021.
Trong cuộc bầu cử quốc hội Ukraina năm 2019, Stefanchuk đã được bầu vào quốc hội ở vị trí thứ 2 trong danh sách đảng của Đảng Đầy tớ của Nhân dân. Anh trai của ông là Mykola Stefanchuk được bầu vào khu vực bầu cử số 187 ở tỉnh Khmelnytskyi vào cuộc bầu cử năm đó và cũng đại diện cho đảng đó.
Ngày 29 tháng 8 năm 2019, Stefanchuk được bầu làm Phó Chủ tịch thứ nhất của Verkhovna Rada.
Ngày 7 tháng 10 năm 2021, Verkhovna Rada bỏ phiếu bãi nhiệm Dmytro Razumkov khỏi chức vụ Chủ tịch Verkhovna Rada (quốc hội). Ngày 8 tháng 10, Stefanchuk được bầu làm Chủ tịch Quốc hội với 261 thành viên tán thành.
Ngày 15 tháng 10 năm 2021, Stefanchuk được Tổng thống Zelensky bổ nhiệm làm thành viên Hội đồng Quốc phòng và An ninh Quốc gia Ukraina.
Ngày 24 tháng 2 năm 2022, Nga xâm lược Ukraina, Stefanchuk được đưa đến Cung điện Mariinsky vì có nhiều báo cáo về các nỗ lực ám sát Volodymyr Zelensky. Stefanchuk có nghĩa vụ nắm quyền chỉ huy đất nước nếu tổng thống bị giết.

## Quan điểm chính trị
Tháng 11 năm 2023, khi được hỏi về quyền của người thiểu số trong bối cảnh Ukraina gia nhập EU, Stefanchuk cho biết không thể có "người dân tộc thiểu số Nga" ở Ukraina và rằng "nếu những người này tỏ ra hung hăng hơn là tôn trọng Ukraina, thì quyền của họ nên bị đàn áp tương ứng."
Ngày 20 tháng 5 năm 2024, Tổng thống Zelensky hết nhiệm kỳ tổng thống thời bình, Stefanchuk được Tổng thống Nga Vladimir Putin mời làm nguyên thủ quốc gia Ukraina với lý do ông là tổng thống kế nhiệm. Stefanchuk đã bác bỏ tuyên bố của Putin với lý do không có khả năng tổ chức bầu cử trong tình trạng thiết quân luật và Hiến pháp Ukraina quy định rõ nhiệm vụ của tổng thống sẽ kéo dài cho đến khi cuộc bầu cử người kế nhiệm được tổ chức lúc thiết quân luật kết thúc.

## Bằng cấp và chức danh
- Chứng chỉ Luật (2000)
- Phó Giáo sư (2003–2019)
- Tiến sĩ Luật (2008)
- Giáo sư (từ 2008)
- Viện sĩ thông tấn Viện Hàn lâm Khoa học Pháp lý Quốc gia Ukraina (từ 2009)
- Thành viên chính thức (học thuật) Viện Hàn lâm Khoa học Pháp lý Quốc gia Ukraina (từ 2020)

## Gia đình
Stefanchuk có một con trai tên Oles và con gái tên Zlat, cả hai đều học ngành luật. Con trai đang sống ở Ukraina còn con gái sống ở Vienna, Áo. Con gái của ông biết 6 thứ tiếng.